# 名西
名西（めいせい）は、愛知県名古屋市西区の地名。現行行政地名は名西一丁目及び名西二丁目。住居表示実施。

## 地理
東は天神山町・押切一丁目・二丁目、南は栄生一丁目・則武新町一丁目、西は枇杷島一・三丁目、北は児玉三丁目に接する。

## 歴史

### 町域の変遷
- 1994年（平成6年）2月14日 - 西区押切町、千田町、八坂町、葭原町、児玉町、康生通、北押切町の全部と、菊ノ尾通、平野町、南押切町、南押切、上更通、藤ノ宮通の各一部、亀入町の全部（道路用地）、押切一丁目、押切二丁目、天神山町、桜木町の各一部（道路用地）より、同区名西一丁目および名西二丁目が成立[1]。同日、住居表示を実施[2]。町字の対照は以下の通り[1]。
  - 名西一丁目：南押切町1丁目、南押切字菊ノ尾、千田町の全部と、菊ノ尾通2–3丁目、平野町、上更通1–2丁目、押切町6–8丁目、八坂町1–2丁目、藤ノ宮通1丁目の各一部、亀入町、桜木町1丁目の全部（道路用地）、押切一丁目、菊ノ尾通1丁目、押切町5丁目の各一部（道路用地）
  - 名西二丁目：葭原町1–8丁目、児玉町8–9丁目、康生通4丁目、北押切町字郷栄の全部と、押切町6–8丁目、八坂町1–2丁目の各一部、押切二丁目、天神山町、押切町5丁目の各一部（道路用地）

## 世帯数と人口
2019年（平成31年）2月1日現在の世帯数と人口は以下の通りである。
| 丁目       | 世帯数    | 人口    |
| ---------- | --------- | ------- |
| 名西一丁目 | 848世帯   | 1,518人 |
| 名西二丁目 | 1,178世帯 | 2,721人 |
| 計         | 2,026世帯 | 4,239人 |

### 人口の変遷
国勢調査による人口の推移
| 1995年（平成7年）  | 3,202人 | [ WEB 6 ]  |  |
| 2000年（平成12年） | 3,214人 | [ WEB 7 ]  |  |
| 2005年（平成17年） | 3,379人 | [ WEB 8 ]  |  |
| 2010年（平成22年） | 3,620人 | [ WEB 9 ]  |  |
| 2015年（平成27年） | 4,084人 | [ WEB 10 ] |  |

## 学区
市立小・中学校に通う場合、学校等は以下の通りとなる。また、公立高等学校に通う場合の学区は以下の通りとなる。なお、小・中学校は学校選択制度を導入しておらず、番毎で各学校に指定されている。
| 丁目       | 小学校                                                         | 中学校                                      | 高等学校 |
| ---------- | -------------------------------------------------------------- | ------------------------------------------- | -------- |
| 名西一丁目 | 名古屋市立榎小学校 名古屋市立栄生小学校 名古屋市立南押切小学校 | 名古屋市立天神山中学校                      | 尾張学区 |
| 名西二丁目 | 名古屋市立榎小学校 名古屋市立児玉小学校                        | 名古屋市立天神山中学校 名古屋市立浄心中学校 | 尾張学区 |

## 施設

### 名西一丁目
- 名古屋市営南押切荘[WEB 13]
- 名古屋厚生会館第二保育園[WEB 14]

1955年（昭和30年）開園の保育園。財団法人名古屋厚生会が運営する。
- ケアハウス名西[WEB 16]
- カクダイ製菓本社

1919年（大正8年）の創業以来、中村区堀内町において「増進堂」の屋号で和菓子を製造していたが、1948年（昭和23年）に名西一丁目に移転し、「有限会社大橋商店」と改組した。1950年（昭和25年）からはラムネ製造を始め「カクダイ製菓有限会社」と改称した。1963年（昭和38年）に販売を開始した「クッピーラムネ」で知られる企業である。
- 共親製菓本社

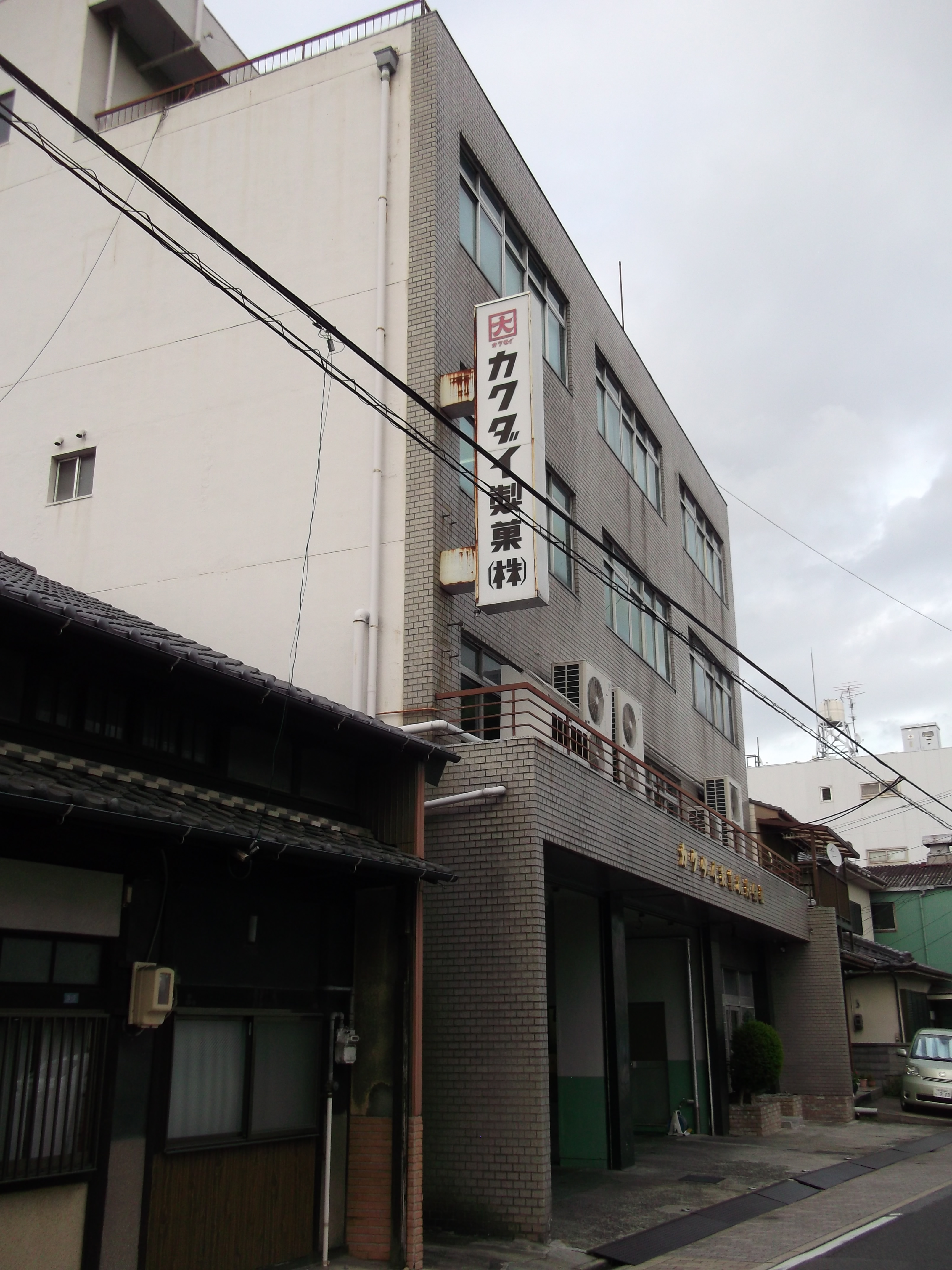
カクダイ製菓本社（2014年8月）
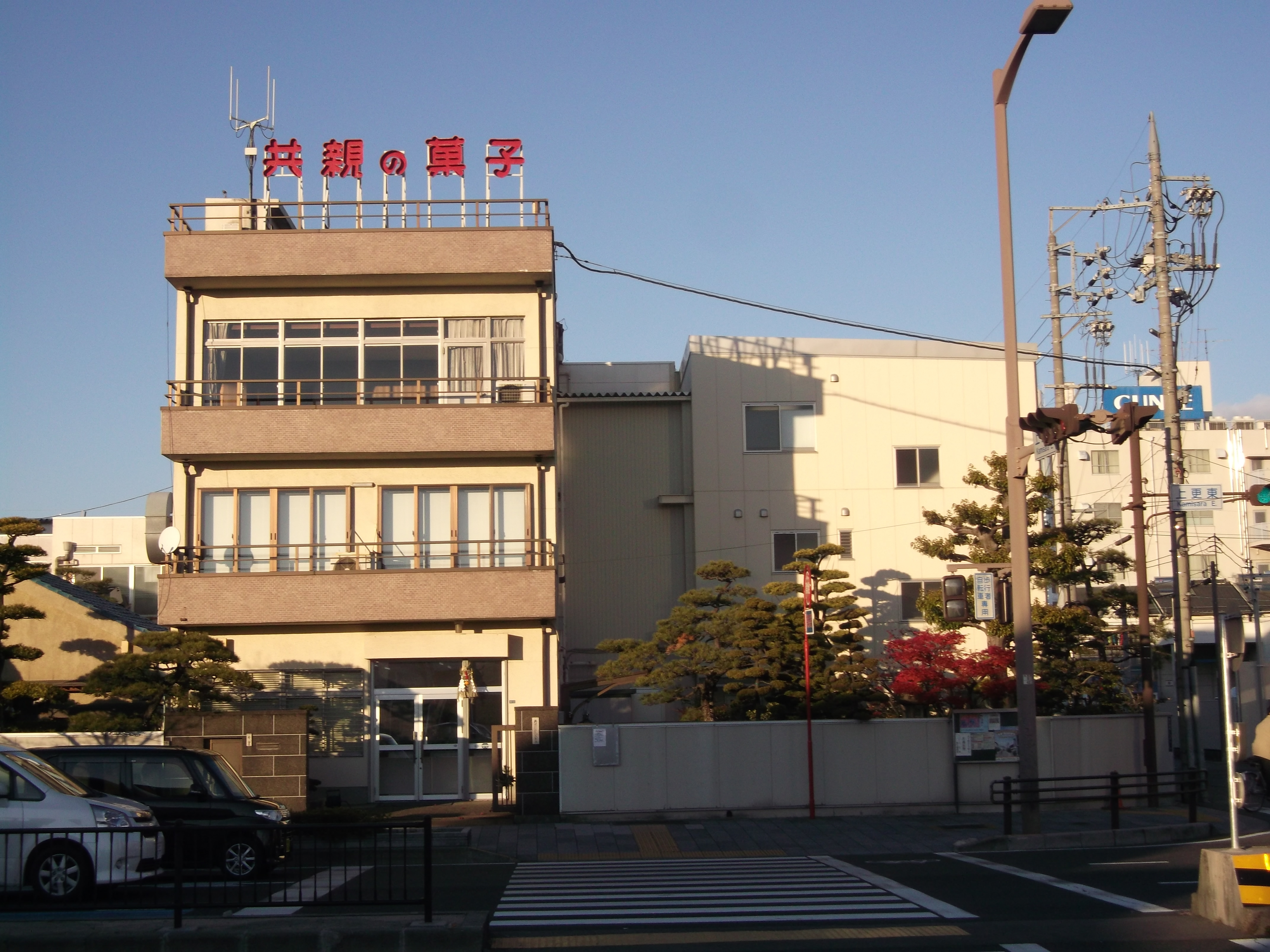
共親製菓本社（2014年1月）
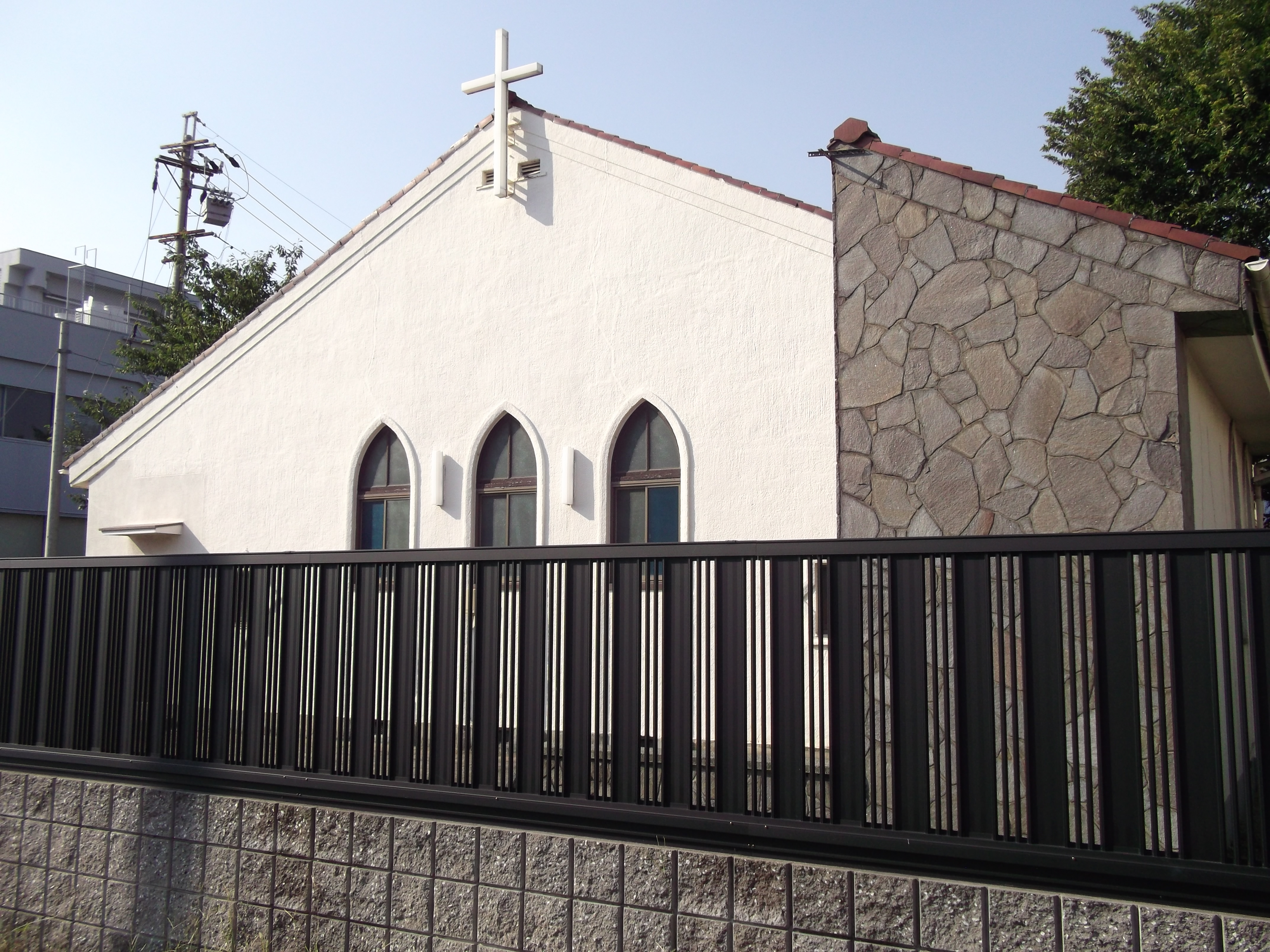
聖マリアカトリック押切教会（2013年8月）

### 名西二丁目
- ヨシヅヤ名古屋名西店

2006年（平成18年）11月7日開業。店内に「名古屋西区・スペインの壁」と称し、愛知万博スペイン館の外壁を設置する。
- 八坂町児童遊園地[WEB 19]
- 東芝名古屋ビル
- 覚岸寺
- 観音寺

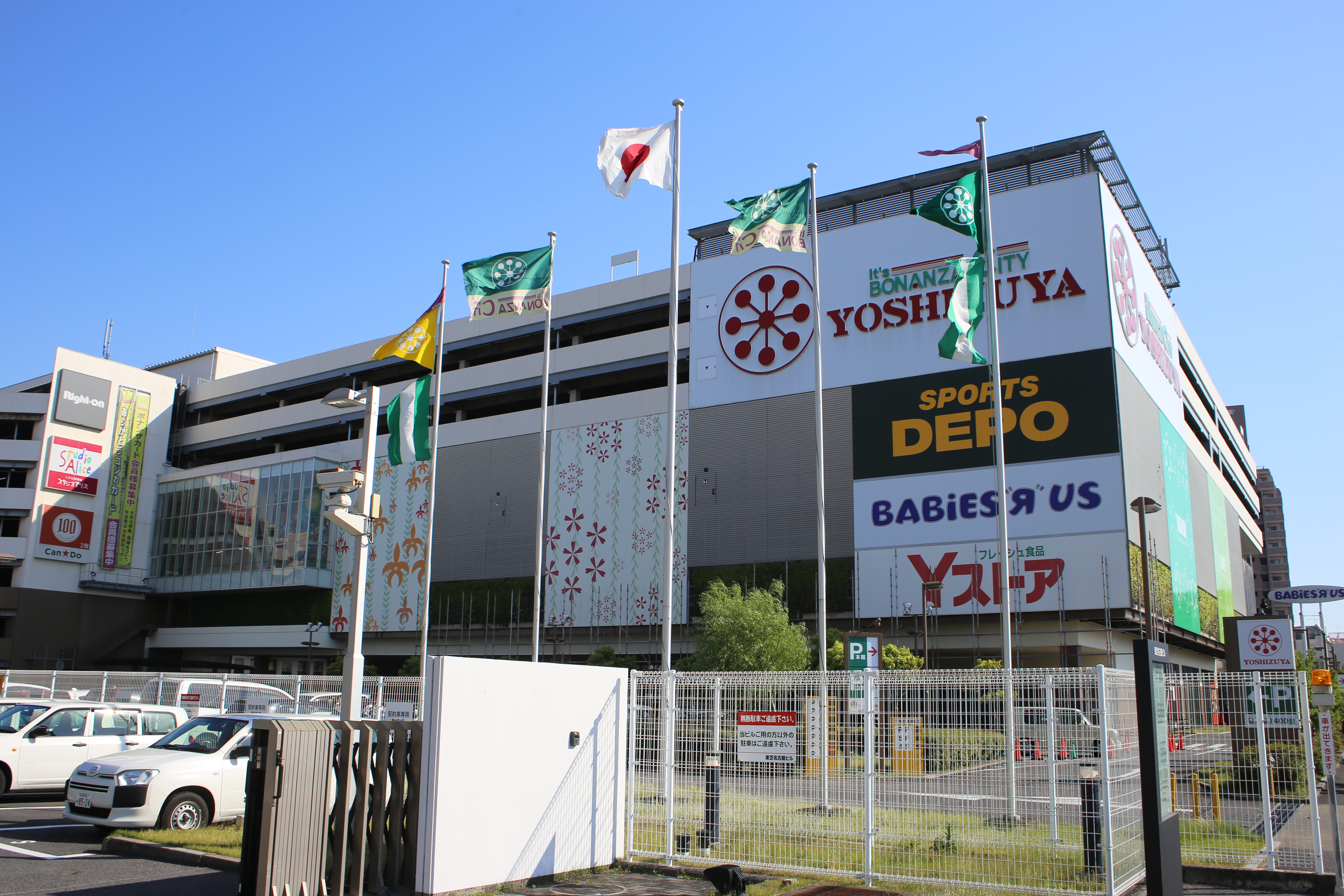
ヨシヅヤ名古屋名西店（2019年5月）
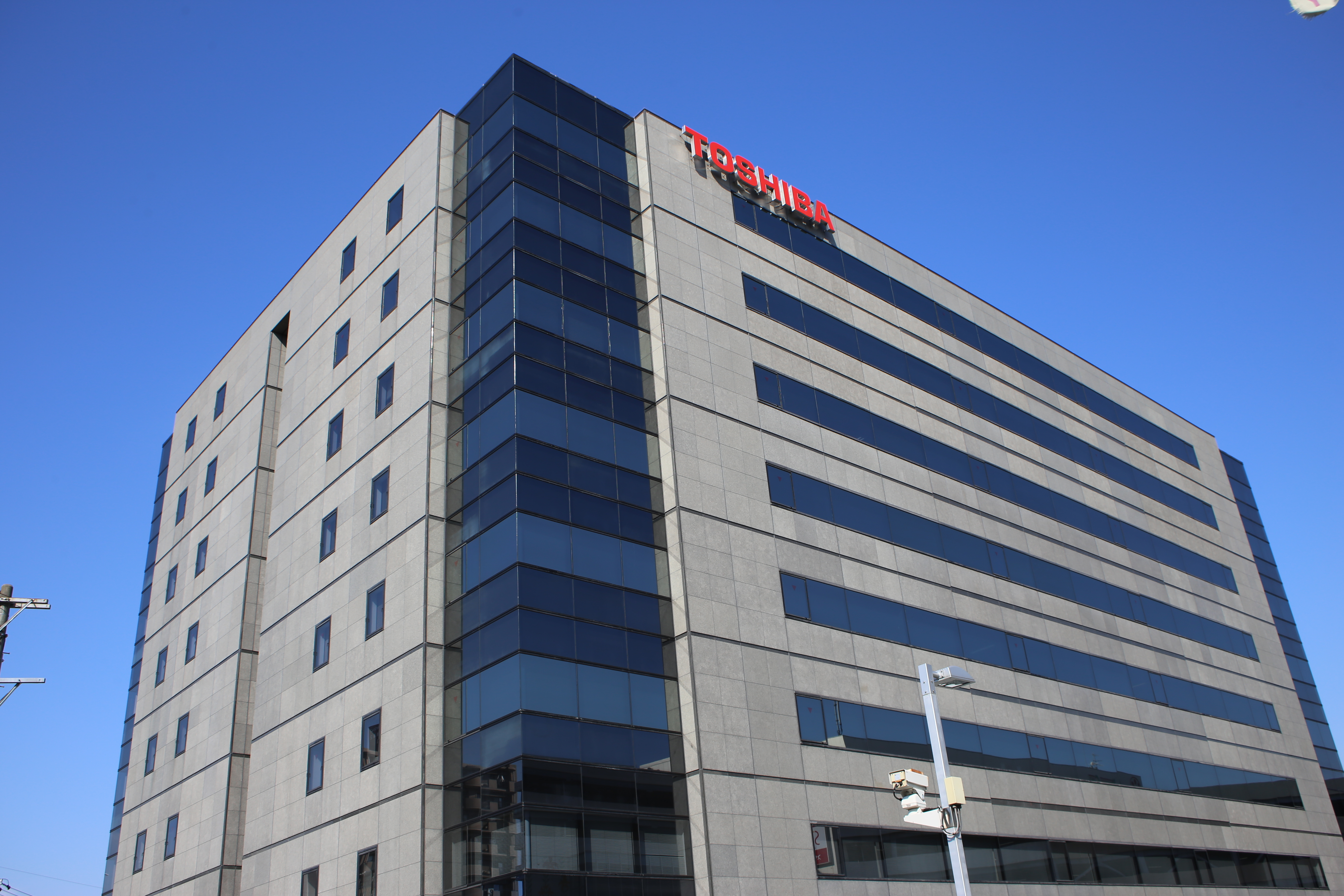
東芝名古屋ビル（2019年5月）

## 交通
- 国道22号（「名古屋環状線」と重複している）

## その他

### 日本郵便
- 郵便番号 : 451-0064[WEB 3]（集配局：名古屋西郵便局[WEB 20]）。

### WEB
1. 1 2  “愛知県名古屋市西区の町丁・字一覧”.   人口統計ラボ. 2017年4月8日閲覧。
2. 1 2  “町・丁目(大字)別、年齢(10歳階級)別公簿人口(全市・区別)”.   名古屋市 (2019年2月20日). 2019年3月10日閲覧。
3. 1 2  “郵便番号”.  日本郵便. 2019年3月10日閲覧。
4. ↑  “市外局番の一覧”.   総務省. 2019年1月6日閲覧。
5. ↑  名古屋市役所市民経済局地域振興部住民課町名表示係 (2015年10月21日). “西区の町名一覧”.   名古屋市. 2017年8月7日閲覧。
6. ↑  総務省統計局 (2014年3月28日). “平成7年国勢調査の調査結果(e-Stat) - 男女別人口及び世帯数 －町丁・字等” (CSV). 2019年4月27日閲覧。
7. ↑  総務省統計局 (2014年5月30日). “平成12年国勢調査の調査結果(e-Stat) - 男女別人口及び世帯数 －町丁・字等” (CSV). 2019年4月27日閲覧。
8. ↑  総務省統計局 (2014年6月27日). “平成17年国勢調査の調査結果(e-Stat) - 男女別人口及び世帯数 －町丁・字等” (CSV). 2019年4月27日閲覧。
9. ↑  総務省統計局 (2012年1月20日). “平成22年国勢調査の調査結果(e-Stat) - 男女別人口及び世帯数 －町丁・字等” (CSV). 2019年4月27日閲覧。
10. ↑  総務省統計局 (2017年1月27日). “平成27年国勢調査の調査結果(e-Stat) - 男女別人口及び世帯数 －町丁・字等” (CSV). 2019年4月27日閲覧。
11. ↑  “市立小・中学校の通学区域一覧”.   名古屋市 (2018年11月10日). 2019年1月14日閲覧。
12. ↑  “平成29年度以降の愛知県公立高等学校（全日制課程）入学者選抜における通学区域並びに群及びグループ分け案について”.   愛知県教育委員会 (2015年2月16日). 2019年1月14日閲覧。
13. ↑  名古屋市役所住宅都市局 住宅部 住宅管理課 管理係 (2015年4月1日). “市営住宅一覧（北区・西区・中村区）”.   名古屋市. 2017年9月25日閲覧。
14. ↑  名古屋市役所子ども青少年局保育部保育企画室保育企画係 (2017年7月31日). “西区の保育所等認可施設・事業所一覧”.   名古屋市. 2017年9月25日閲覧。
15. 1 2  “あゆみ”.   名古屋厚生会. 2019年5月11日閲覧。
16. ↑  名古屋市役所健康福祉局高齢福祉部介護保険課施設指定係 (2012年3月28日). “入所施設一覧(介護保険外)　介護利用型軽費老人ホーム(ケアハウス)”.   名古屋市. 2017年9月25日閲覧。
17. 1 2 3  “会社概要”.   カクダイ製菓. 2019年5月11日閲覧。
18. 1 2  “名古屋名西店”.   義津屋. 2019年5月11日閲覧。
19. ↑  名古屋市役所子ども青少年局子育て支援部子育て支援課子育て支援係 (2017年8月4日). “西区の児童遊園地一覧”.   名古屋市. 2016年3月23日時点のオリジナルよりアーカイブ。2017年9月25日閲覧。
20. ↑  郵便番号簿 平成29年度版 - 日本郵便. 2019年03月10日閲覧 (PDF)

### 書籍
1. 1 2 3  「名古屋市告示第2号 町の区域の設定及び変更（西区上更地区）」『名古屋市公報』第181号、名古屋市役所、7–8頁、1994年1月15日。
2. 1 2  「名古屋市告示第3号 住居表示を実施する区域及び期日並びに当該区域における住居表示の方法、街区符号及び住居番号（西区上更地区）」『名古屋市公報』第181号、名古屋市役所、9頁、1994年1月15日。